# Ismael Hernández

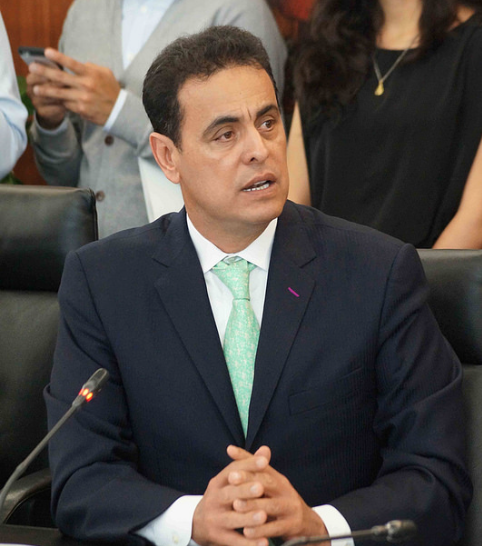
Ismael Hernández

Ismael Alfredo Hernández Deras (Victoria de Durango, 20 februari 1964) is een Mexicaans politicus van de Institutioneel Revolutionaire Partij (PRI).
Hernández studeerde recht aan de Universiteit van Durango. Van 1989 tot 1992 was hij voorzitter van de jeugdbeweging van de PRI in de staat Durango, van 1992 tot 1994 afgevaardigde in het Congres van Durango en voorzitter van de PRI in Durango. Van 1994 tot 1997 had hij zitting in de Kamer van Afgevaardigden, in 1998 werd hij burgemeester van Victoria de Durango en in 2000 werd hij in de Kamer van Senatoren gekozen. In 2003 trad hij terug als senator om deel te nemen aan de gouverneursverkiezingen, waarin hij Andrés Galván Rivas wist te verslaan. Hernández' termijn liep van 2004 tot 2010.